# Бонд-стрит (станция метро)
Бонд-стрит (англ. Bond Street tube station) — станция глубокого заложения лондонского метро, расположенная на Оксфорд-стрит, неподалёку от перекрёстка с Нью-Бонд-стрит в районе Мейфэр, в лондонском Вест-Энде. Станция находится на Центральной линии, между Марбл-арч и Оксфордской площадью и на Юбилейной линии — между Бейкер-стрит и Грин-парком в первой тарифной зоне.

## История
Впервые станция была открыта 24 сентября 1900 года на линии Центральной Лондонской железной дороги, через три месяца после открытия первых станций на Центральной линии. Наземный вестибюль спроектирован архитектором Гарри Беллом Мерзом. Первоначальный план строительства железной дороги предусматривал строительство станции на Дэвис-стрит, а не на Бонд-стрит.
В 1920 году планировалось совмещение выхода со станции лондонского метро с расположенным неподалёку магазином Селфриджа (англ. Selfridges). Для того, чтобы вывести вход в подвал Селфриджа требовалась реконструкция станции. Концепция была пересмотрена в начале 1930-х годов, что привело к возникновению идеи соединить станцию метро с магазином и новым кассовым залом в подвале Селфриджа. Однако, из-за стоимости строительства, эти планы были отложены.
За время своей эксплуатации в составе метрополитена Лондона, станция претерпела несколько крупных реконструкций. В результате, оригинальные лифты были заменены эскалаторами, а также был пристроен новый подземный вестибюль с кассовым залом и новым фасадом станции, спроектированным архитектором Чарльзом Холденом, который был введен в эксплуатацию 8 июня 1926 года.
Позднее, в рамках строительства Юбилейной линии (которая открылась 1 мая 1979 года), фасад Холдена был снесён и заменён торговой галереей West One. В 2007 году на станции была проведена модернизация дизайна внешнего облика: были удалены фрески, установленные на станции Центральной линии, а отделка платформ, открытых в 1980-х годах была заменена простой белой плиткой в стиле, аналогичном тому, который использовался при открытии станции в 1900 году.
В перспективе Бонд-стрит также станет станцией на будущей линии Элизабет между станциями «Паддингтон» и «Тоттенхэм-Корт-роуд».

## Иллюстрации

Станция «Бонд-стрит»
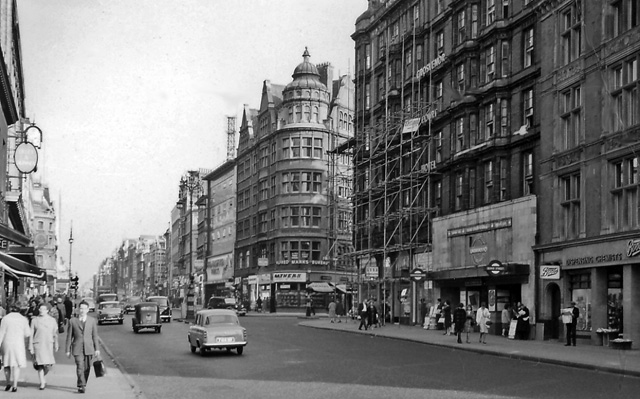
вход на станцию в 1960-х
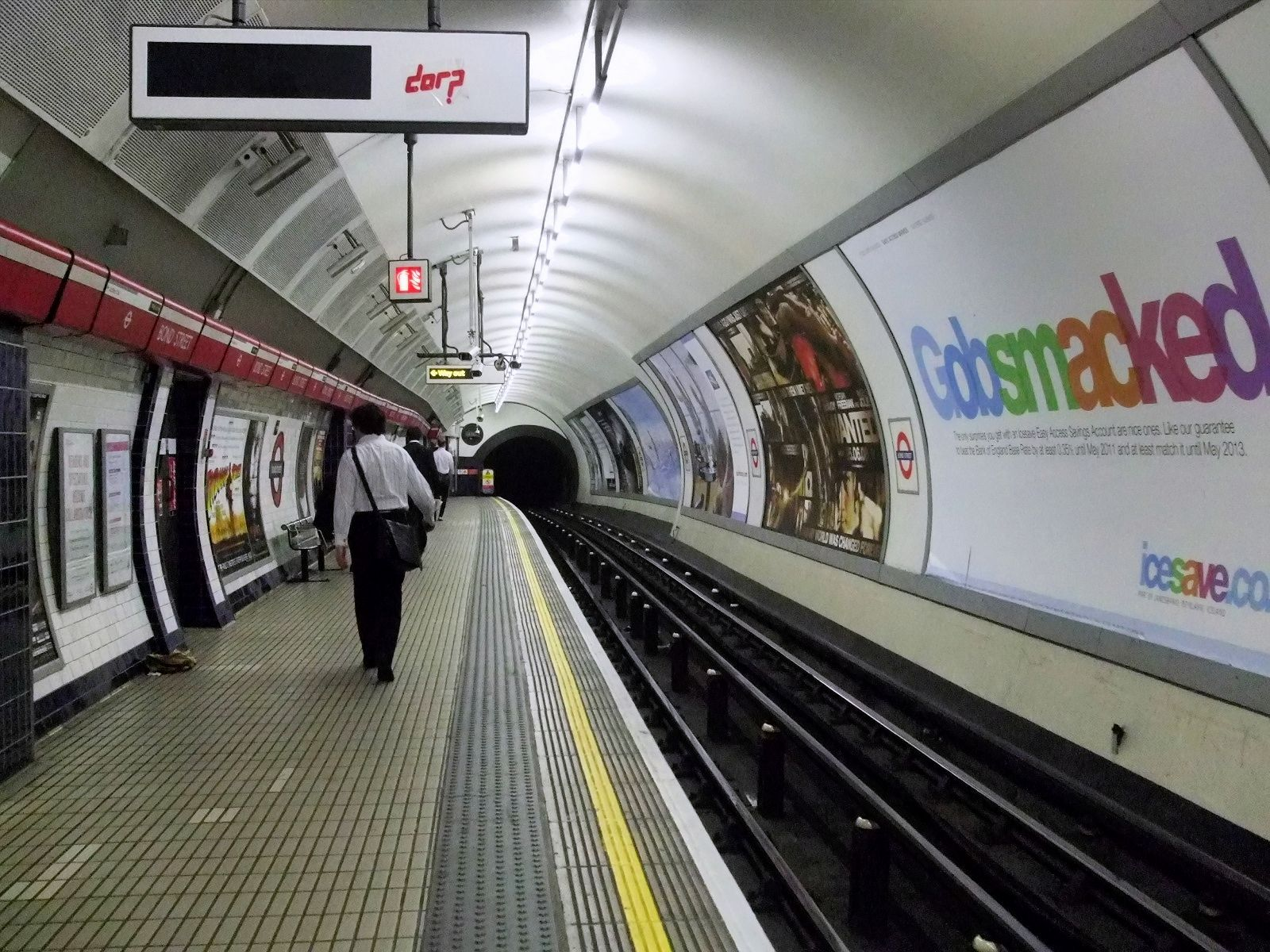
Платформа Центральной линии (вид на восток, поезда следуют на запад)
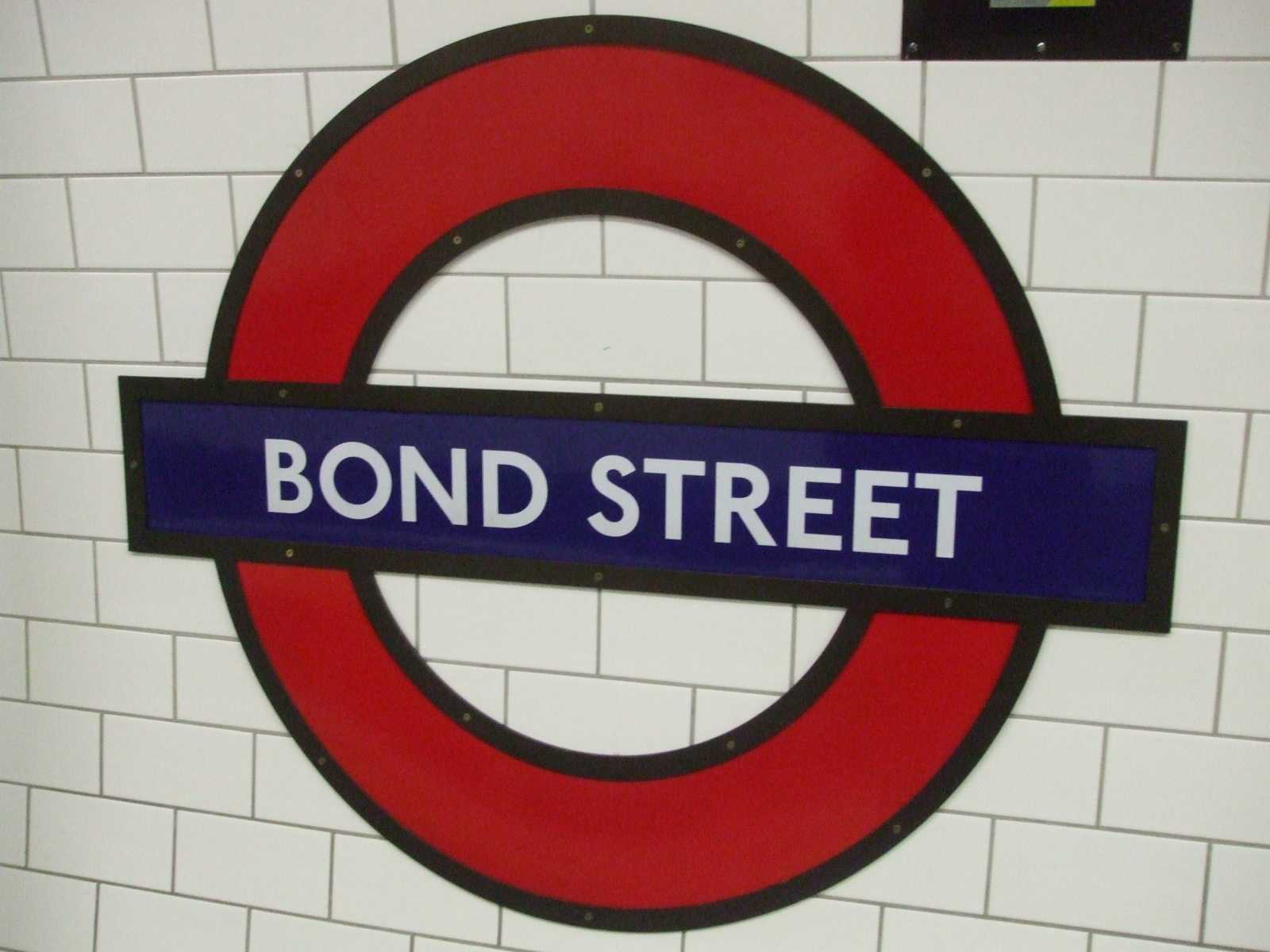
Рондель на путевой стене Центральной линии
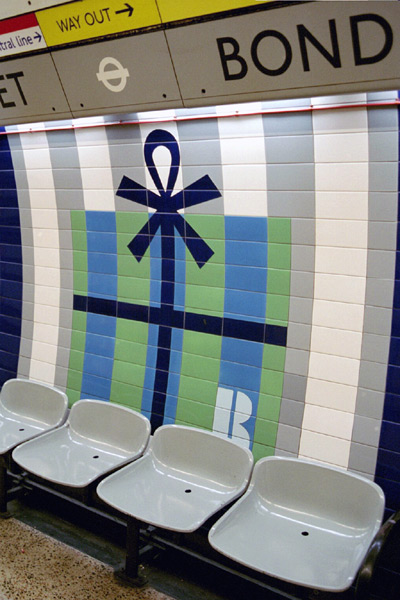
Кафель на платформе Юбилейной линии